# Hydriomena shibuyae
Hydriomena shibuyae là một loài bướm đêm trong họ Geometridae.